# St. Nikolaus (Röcknitz)

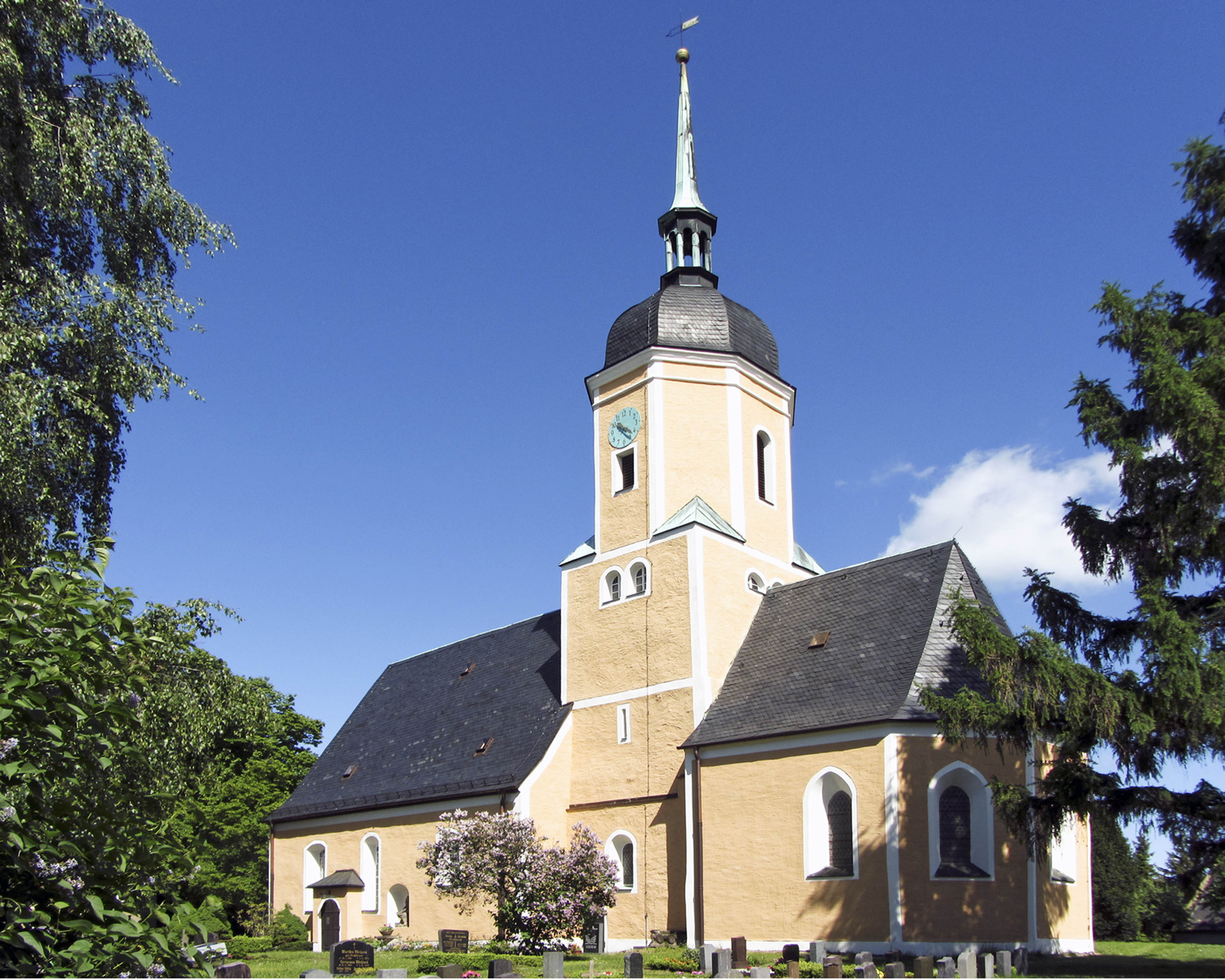
St. Nikolaus in Röcknitz

Die evangelische Kirche St. Nikolaus ist eine im Kern romanische, wiederholt umgebaute Saalkirche im Ortsteil Röcknitz von Thallwitz im Landkreis Leipzig in Sachsen. Sie gehört zur Kirchengemeinde Thallwitz-Losstal im Kirchenbezirk Leipziger Land der Evangelisch-Lutherischen Landeskirche Sachsens und kann in der Regel nicht besichtigt werden.

## Geschichte und Architektur
Von der romanischen Chorturmkirche sind das Turmuntergeschoss und die Umfassungsmauern des Saales erhalten. Der Chor wurde im Jahr 1508 angebaut, nach Brand im Jahr 1647 wurde der Saal erneuert. Restaurierungen wurden in den Jahren 1865 (im Innern), 1993 und 1972–1974 (Wiederherstellung des Chorraumes) durchgeführt.
Das Bauwerk ist ein langgestreckter, verputzter Bruchsteinbau; der Turm und der Chor mit Dreiachtelschluss sind leicht eingezogen. Der über quadratischem Grundriss erbaute Turm ist im Obergeschoss oktogonal und trägt als Abschluss eine verschieferte Haube mit Laterne und Wetterfahne. Spitzbogenfenster und teils rundbogige Fenster im Saal erhellen das Innere. Auf der Nordseite sind die Sakristei und die Herrschaftsloge angebaut.
Im Innern ist der Saal mit einer Kassettendecke geschlossen und mit einfachen Emporen an den Seiten versehen. Der Saal ist durch den Triumphbogen zum flachgedeckten Turmjoch geöffnet; dort führt eine rundbogige Pforte zur tonnengewölbten Sakristei, darüber befindet sich die Herrschaftsloge vom Ende des 17. Jahrhunderts, die mit Rundbogen zum Turmraum geöffnet ist und eine einfache hölzerne Brüstung als Begrenzung hat. Gegenüber an der Turmsüdseite ist eine weitere rundbogige Pforte angeordnet. Ein leicht zugespitzter Bogen führt zum Chor, der mit prächtigem Zellengewölbe geschlossen ist und an den Wänden vier Weihekreuze sowie  ein reich profiliertes Sakramentshäuschen mit Kielbogen und Fialen von 1508 zeigt.

## Ausstattung
Das Hauptstück der Ausstattung ist ein spätgotischer Nikolausaltar aus der Zeit nach 1508, der in den Jahren 1898/99 und 1972–1976 restauriert wurde. Er zeigt in der Predella eine gemalte Darstellung von Christus und den Aposteln, im Mittelschrein unter Schleierwerk Schnitzfiguren des Heiligen Nikolaus, seitlich wohl die Heiligen Barbara und Katharina. Auf den Flügeln ist eine gemalte Darstellung von Christus am Ölberg und die Kreuztragung sowie die Kreuzigung und die Auferstehung zu sehen. Auf den Rückseiten finden sich gemalte Darstellungen von acht Heiligen: Margareta, Apollonia, Thomas von Villanova und Christophorus sowie Donatus, Georg, Elisabeth und Ursula.
Die reich geschnitzte, in Blau, Weiß und Gold gefasste Kanzel zeigt über der Kanzeltür eine Darstellung von Petri Fischzug, in der Treppenbrüstung Christus im Tempel und die Austreibung der Wechsler. Die kelchförmige Taufe aus Sandstein ist ein Werk aus der ersten Hälfte des 14. Jahrhunderts mit umlaufendem Kleeblattbogenfries. Der ehemals figürliche Schmuck an den Seiten wurde abgeschlagen. Ein dreisitziges Chorgestühl vom Anfang des 16. Jahrhunderts ist mit geschnitzten Rankenornamenten verziert. Ein im Jahr 1876 von Prof. Seeburg aus Leipzig angefertigtes, ehemals als Altarbild verwendetes Gemälde mit der Darstellung von Christi Himmelfahrt ist eine Kopie nach Giotto und befindet sich heute in der Loge.
Die Orgel ist ein Werk von Franz-Emil Keller aus dem Jahr 1896 mit 11 Registern auf zwei Manualen und Pedal.